# 丰塔纳雷霍
丰塔纳雷霍，是西班牙卡斯蒂利亚-拉曼恰雷阿尔城省的一个市镇。 总面积77平方公里，总人口341人（2001年），人口密度4人/平方公里。